# 武藤礼子
武藤 礼子（むとう れいこ、1935年3月1日 - 2006年10月29日）は、日本の声優、女優。東京府（現東京都）出身。青二プロダクションに所属していた。

## 来歴
幼少時代、第二次世界大戦の影響で東京から地方へ集団疎開。東京へ戻る際、開催したお別れ会で行った劇に出演したところ演技が教師の目に留まり、その教師の誘いで劇団こまどりに入団し子役として活動。飛び飛びではあるが、主に放送関係の仕事を行っていた。
東京家政学院高等学校卒業後はNHK新人オーディションに合格し、NHKや民間放送のラジオドラマに出演。テレビ草創期の頃は舞台やテレビドラマなどで女優としても活動していた。
21歳の頃、海外ドラマ『パパは何でも知っている』の吹き替えに出演し、8歳の娘であるキャシーを演じる。この時、収録現場の見学に来た男の子から「なんだ、（吹替えているのは）女の子と思ったらおばさんか」と眼前で言われたことにショックを受け、以降は役のイメージを大切にするため顔出しの出演をやめると同時に、声優業に専念する。1977年時点ではアテレコ、アテ屋と言われるのが、嫌いだったという。
その後、テアトル・エコー、江崎プロダクション、クリエイティブオフィスZ、NPSテアトル に所属し、亡くなるまでは青二プロダクションに所属していた。
2006年10月29日午後3時21分、急性心不全のため東京都世田谷区の病院で死去。71歳没。
2009年に第3回声優アワード特別功労賞を受賞。

## 人物
声種は「甘くあたたかいソフトトーン」。その声質から上品な役柄を演じることが多く、本人いわく「比較的優等生」の役が多かったとのこと。
主に吹き替えで活動。エリザベス・テイラーとジュリー・アンドリュースを専属（フィックス）で担当していた。また、主演女優などトップスターの吹き替えを数多く担当し、洋画全盛期は月に20本の仕事をこなしていたという。アニメでは、美少女からアダルトな美女まで演じる役の幅が広かった。
趣味・特技は絵画鑑賞、旅。

## 出演
太字はメインキャラクター。

### テレビアニメ
1963年
- 鉄腕アトム (アニメ第1作)（ウラン〈代役〉）

1967年
- リボンの騎士（ヘケート〈3代目〉、ビーナス）

1968年
- 佐武と市捕物控（1968年 - 1969年、みどり）

1969年
- アタックNo.1（柏木敬子、三条美智留）
- ウメ星デンカ
- 男一匹ガキ大将（1969年 - 1970年、岡野友子）
- 忍風カムイ外伝（トネ）
- 紅三四郎（ミリー）
- どろろ（ミオ）
- ムーミン（1969年 - 1972年、ノンノン） - 2シリーズ
- いなかっぺ大将

1971年
- アンデルセン物語（プシケ）
- 巨人の星
- ふしぎなメルモ（メルモ）
- ルパン三世 (TV第1シリーズ)（リンダ）

1972年
- 赤胴鈴之助（渚）
- 樫の木モック（ケーシー）
- デビルマン（サイコジェニー）
- ど根性ガエル（1972年 - 1974年、ヨシ子先生）
- ハゼドン（シーラン）

1973年
- 侍ジャイアンツ（1973年 - 1974年、美波理香）
- 新造人間キャシャーン（東みどり / スワニー）
- ワンサくん（マミー〈初代〉、ミミの母）
- 荒野の少年イサム

1975年
- フランダースの犬（ナレーション）
- 勇者ライディーン（女）
- ラ・セーヌの星（マリー・アントワネット）

1976年
- ハックルベリィの冒険（ダグラス）
- 母をたずねて三千里（クリスチナ・メキーネス）

1977年
- 家なき子（ミリガン夫人）

1978年
- 100万年地球の旅 バンダーブック（タスカ王妃）

1979年
- ベルサイユのばら（ポリニャック伯夫人）
- 野球狂の詩（加代）

1980年
- 赤毛のアン
- ほえろブンブン
- 無敵ロボ トライダーG7（ジルバ）

1982年
- 愛の戦士レインボーマン（大和秋子）
- 六神合体ゴッドマーズ（アーモ）

1983年
- 子鹿物語（お母さん〈オリィ・バクスター〉）

1984年
- 牧場の少女カトリ（ナレーター、キヴィ夫人、シルパ、ランタ夫人、お手伝い、看護婦）

1986年
- メイプルタウン物語（1986年 - 1987年、ママ） - 2シリーズ

1988年
- ハロー!レディリン（イザベル・モンゴメリ）

1989年
- 魔法使いサリー（1989年 - 1991年、隣のおばさま、校長先生）

1990年
- ドラゴンクエスト（ソフィア）
- ピグマリオ（ガラティア）

1993年
- ミラクル☆ガールズ（雨女）

1996年
- ゲゲゲの鬼太郎（第4作）（サチ）

1997年
- 金田一少年の事件簿（巽紫乃）

### 劇場アニメ
1961年
- 安寿と厨子王丸（チョン子）

1970年
- ムーミン（第1作）（ノンノン）

1979年
- 野球狂の詩 北の狼南の虎（加代）

1980年
- 家なき子（ミリガン夫人）

1981年
- シリウスの伝説（テミス）
- 夏への扉（サラ・ヴィーダ）

1982年
- 1000年女王（ラーレラ）
- わが青春のアルカディア（マーヤ）

1983年
- クラッシャージョウ（マチュア）
- ゴルゴ13（ローラ）

1985年
- アレイの鏡（総意）

1986年
- アリオン（デメテル）

1987年
- 新メイプルタウン物語 パームタウン編（クリスチーヌ）

### OVA
1988年
- 悪魔の花嫁 蘭の組曲（大庭瞳子）

1989年
- 華星夜曲（羽生燁子）
- プロジェクトA子 完結篇（桂の母）

### 吹き替え

#### 担当女優
アンジー・ディキンソン
- リオ・ブラボー（1977年、フェザーズ）※テレビ朝日版
- 殺しのドレス（1983年、ケイト・ミラー）※TBS版

ヴィヴィアン・リー
- 哀愁（1972年、マイラ・レスター）※東京12ch版
- 愛情は深い海のごとく（1975年、へスター・コリヤー）※TBS版

ヴィルナ・リージ
- 女房の殺し方教えます（1972年、フォード夫人）※NET版
- 25時（1975年、スザンナ・モリッツ）※NET版

- 黒いチューリップ（1976年、カロリーヌ）※NET版
- クィーン・メリー号襲撃（1977年、ローザ）※NET版
- 黒いチューリップ（1980年、カロリーヌ）※東京12ch版

ウーラ・ヤコブソン
- テレマークの要塞（1971年、アンナ）※TBS版
- テレマークの要塞（1974年、アンナ）※フジテレビ版
- テレマークの要塞（1980年、アンナ）※東京12ch版

ウルスラ・アンドレス
- 007/カジノ・ロワイヤル（1972年、ヴェスパー・リンド）※日本テレビ版
- 007は殺しの番号（1976年、ハニー･ライダー）※TBS版

エリザベス・テイラー
- 去年の夏 突然に（1970年、キャサリン・ホリー）※NET版
- 巨象の道（1970年、ルース）※東京12ch版
- いそしぎ（1971年、ローラ・レイノルズ）※NET版
- 若草物語（1972年、エイミー）※東京12ch版
- 花嫁の父（1973年、キャスリン・バンクス）※NET版
- 黒騎士（1974年、レベッカ）※東京12ch版
- ジャイアンツ（1974年、レズリー・ベネディクト）※NET版
- 雨の朝巴里に死す（1975年、ヘレン・エルスワース）※NET版
- 愛情の花咲く樹（1975年、スザンナ・ドレイク）※NET版
- 夜をみつめて（1978年、エレン・ウィーラー）※テレビ朝日版
- 青い鳥（1979年、母親/魔女）※TBS版
- ジャイアンツ（1983年、レズリー・ベネディクト）※TBS版
- クリスタル殺人事件（1983年、マリーナ・グレッグ）※TBS版
- フリントストーン/モダン石器時代（1995年、パール）※ソフト版
- 別離（不明、バーバラ・ソーヤー）
- 名犬ラッシー 家路（不明、プリシラ）

エリノア・パーカー
- 黒い絨毯（1970年、ジョアンナ）※東京12ch版
- 波も涙も暖かい（1971年、エロイース） ※TBS版

キャサリン・オハラ
- ホーム・アローン・シリーズ（ケイト・マカリスター） 
  - ホーム・アローン（1992年）※ソフト版
  - ホーム・アローン2（1993年）※ソフト版

キャンディス・バーゲン
- 風とライオン（1980年、イーデン）※テレビ朝日版
- ドミノ・ターゲット（1984年、エリー・タッカー）※テレビ朝日版

グレース・ケリー
- 真昼の決闘（1971年、妻エミイ）※フジテレビ版
- ダイヤルMを廻せ!（1972年、マーゴ）※NET版
- 上流社会（1975年、トレイシー・ロード）※TBS版
- 裏窓（1986年、リザ・フレモント）※テレビ朝日版

ジェシカ・ラング
- オール・ザット・ジャズ（1983年、アンジェリーク）※テレビ朝日版
- ナイト・アンド・ザ・シティ（1993年、ヘレン・ナゼロス）※ソフト版

ジャネット・リー
- サイコ（1975年、マリオン・クレイン）※フジテレビ版
- サイコ（1983年、マリオン・クレイン）※TBS版

シャーリー・マクレーン
- 噂の二人（1969年、マーサ・ドビー）※NET版
- 泥棒貴族（1970年、ニコール・チャン）※TBS版

ジュリー・アンドリュース
- ハワイ（1974年、ジェルーシャ・ヘール）※TBS版
- スター!（1974年、ガートルード・ローレンス）※TBS版
- サウンド・オブ・ミュージック（1976年、マリア）※NET版
- 暁の出撃（1977年、リリー・スミス）※東京12ch版
- サウンド・オブ・ミュージック（1978年、マリア）※フジテレビ版
- マペット・ショー ※テレビ朝日版
  - 第41話『ジュリーと歌おう』（1981年、本人）

- テン（1985年、サム）※テレビ朝日版
- サウンド・オブ・ミュージック（1985年、マリア）※LD版
- ビクター/ビクトリア（1989年、ヴィクトリア・グラント）※TBS版
- ジュリー・アンドリュース・ショー（不明、本人）

ジョーン・コリンズ
- 無頼の群（1969年、ジョセファ・ベラルデ）※TBS版
- ピラミッド（1974年、ネリファ）※NET版

ジョーン・レスリー
- 私刑される女（1964年、サリィ）※日本テレビ版
- ヨーク軍曹（1967年、グレイシー）※NET版

ジル・アイアランド
- 0011ナポレオン・ソロ（1965年、マリオン・レイヴン）※日本テレビ版
- 狼の挽歌（1974年、ヴァネッサ・シェルトン）※NET版

ジーン・シモンズ
- 大いなる西部（1973年、ジュリー・マラゴン）※NET旧版
- 大いなる西部（1976年、ジュリー・マラゴン）※NET新版

スザンヌ・プレシェット
- 恋愛専科（1969年、プルーデンス） ※NET版
- 鳥（1969年、アニー・ヘイワース）※TBS版
- 遠い喇叭（1972年、キティ・メインウォーリング）※フジテレビ版
- 鳥（1973年、アニー・ヘイワース）※フジテレビ版
- 新・刑事コジャック／ベラリス・ファイル（不明、ダナ・サットン）※TBS版

ステファニー・パワーズ
- マクリントック（1968年、ベッキー） ※NET版
- 探偵ハート&ハート（1981年-1982年、ジェニファー・ハート）※TBS版
- オフサイド7（1982年、ドッティ・デル・マール） ※TBS版

ダイアナ・ハイランド
- 逃亡者 ※TBS版
  - 第102話『悪魔の弟子』（1967年、ペニー）
  - 第116話『治外法権』（1967年、アリソン・プリーストリー）

- プラスチックの中の青春（1978年、ミッキー・ルビッチ）※NHK版

ドロレス・マイケルズ
- ワーロック（1969年、ジェシー・マーロウ） ※NET版
- ワーロック（1980年、ジェシー・マーロウ） ※テレビ朝日版

フェイ・ダナウェイ
- パリは霧にぬれて（1976年、ジル・ハラード）※TBS版
- アボンリーへの道 ※NHK版
  - 第76話『とても高貴な結婚式』（1996年、ポレンスカ伯爵夫人）

フェリシア・ファー
- 襲われた幌馬車（1973年、ジェニー）※フジテレビ版
- コッチおじさん（1976年、ウィルマ・コッチャー）※NET版

ミア・ファロー
- ローズマリーの赤ちゃん（1975年、ローズマリー・ウッドハウス）※東京12ch版
- ナイル殺人事件（1981年、ジャクリーン・ド・ベルフォール）※テレビ朝日版

ミレーユ・ダルク
- 栗色のマッドレー（1973年、アガート）※東京12ch版
- ジェフ（1974年、エバ）※NET版
- 皆殺しのバラード（不明、リリ・プリンセシ）※NET版

メイ・ブリット
- 追撃機（1967年、クリス）※NET版
- 戦争と平和（1980年、ソーニャ・ロストフ）※テレビ朝日版

リヴ・ウルマン
- 遠すぎた橋（1978年、ケイト・テル・ホルスト） ※日本テレビ版
- 夜の訪問者（1978年、ファビエンヌ） ※日本テレビ版
- 西部に来た花嫁（1979年、ハンナ）※TBS版
- 狼の時刻（不明、アルマ）

リー・レミック
- オーメン（1979年、キャサリン・ソーン）※TBS版
- オーメン（1981年、キャサリン・ソーン）※LD版
- テレフォン（1982年、バーバラ）※フジテレビ版
- 恐怖の魔力/メドゥーサ・タッチ（1986年、ゾンフィルド医師）※TBS版

レスリー＝アン・ダウン
- 殺人は容易だ（1984年、ブリジット）※テレビ朝日版
- ミッドナイト・スナイパー/人妻が目撃した死体なき殺人（1991年、ジェネヴァ・ミラー） ※ソフト版

ローズマリー・フォーサイス
- 大将軍（1970年、ブロンウィン）※TBS版
- テキサス（1971年、フィービー・アン・ネーラー）※TBS版
- シェナンドー河（1972年、ジェニー・アンダーソン）※TBS版
- ジェシカおばさんの事件簿 ※NHK版
  - 第14話『あの世から夫が招く』（1988年、アンドレア・ジェフリーズ・リード）

ロンダ・フレミング
- OK牧場の決斗（1975年、ローラ・デンボー）※東京12ch版
- OK牧場の決斗（1979年、ローラ・デンボー）※テレビ朝日版

#### 映画
時期不明
- 永遠のアンバー（アンバー・セントクレア〈リンダ・ダーネル〉）
- 海賊旗を上げろ（エリサ〈エマ・ダニエリ〉）※東京12ch版
- 火星人地球大襲撃（バーバラ〈バーバラ・シェリー〉）※NET版
- 三十四丁目の奇蹟（ドリス・ウォーカー〈モーリン・オハラ〉）
- 空飛ぶ戦闘艦（ドロシー〈エマ・ダニエリ〉）
- 077/地獄の挑戦状（アラベラ〈ダニエラ・ビアンキ〉）
- 摩天楼（ドミニク・フランコン〈パトリシア・ニール〉）

1964年
- 激戦モンテカシノ（インゲ〈アンチエ・ゲールク〉）※日本テレビ版
- 赤い河の逆襲（メグ〈ローラ・オルブライト〉）※日本テレビ版
- よろめき休暇（グエン〈スージー・パーカー〉）※日本テレビ版
- フレンチ・カンカン（ニニ〈フランソワーズ・アルヌール〉）※フジテレビ版

1968年
- 捜索者（デビー・エドワーズ〈ナタリー・ウッド〉）※NET版
- 情熱の友（メアリー・ジャスティン〈アン・トッド〉） ※NHK版

1969年
- 荒野の決闘（クレメンタイン〈キャシー・ダウンズ〉）※NET版
- 折れた槍（バーバラ〈ジーン・ピーターズ〉）※NET版
- 宇宙水爆戦（ルース・アダムズ博士〈フェイス・ドマーグ〉）※NET版
- 輪舞（娼婦〈マリー・デュボワ〉）※TBS版
- ペティコート作戦（バーバラ〈ダイナ・メリル〉）※TBS版

1970年
- らせん階段（ヘレン〈ドロシー・マクガイア〉） ※NET版
- オペラの怪人（クリスティーン・チャールズ〈ヘザー・シアーズ〉）※TBS版
- レベッカ（わたし〈ジョーン・フォンテイン〉）※NET版

1971年
- 黄金に賭ける男（リラ〈クローディーヌ・オージェ〉）※TBS版
- 火星人地球大襲撃（バーバラ・ジャッド〈バーバラ・シェリー〉）※NET版
- サムソンとデリラ（ミリアム〈オリーヴ・デアリング〉）※フジテレビ版
- シェラマドレの決斗（トリニ・メディナ〈アンジャネット・カマー〉）※NET版
- サンフランシスコ大空港（ケティ〈ベス・ブリッケル〉）※NET版
- 上と下（ケイト〈アン・ヘイウッド〉）※TBS版
- サムライ（ジャーヌ〈ナタリー・ドロン〉） ※TBS版
- テラー博士の恐怖（ベイリー〈ジェニファー・ジェイン〉）※フジテレビ版
- 抱擁（レティ・ペイジ〈ジーン・クレイン〉）※東京12ch版
- リバティ・バランスを射った男（ハリー・ストッダート〈ヴェラ・マイルズ〉）※フジテレビ版
- わらの女（マリア・マルチェロ〈ジーナ・ロロブリジーダ〉）※NET版
- ボディガード（レナ〈シルヴァ・コシナ〉）※NET版

1972年
- 合言葉は勇気（イレーナ〈マリア・ペルシー〉）※東京12ch版
- 華氏451（リンダ/クラリス〈ジュリー・クリスティ〉） ※TBS版
- エル・シド（ウラカ王女〈ジュヌヴィエーヴ・パージェ〉）※フジテレビ版
- サン・セバスチャンの攻防（キニータ〈アンジャネット・カマー〉）※NET版
- マンハッタン無宿（ジュリー・ロス〈 スーザン・クラーク〉）※フジテレビ版
- 水着の女王（ベティ・バレット〈ベティ・ギャレット〉） ※東京12ch版
- 回転（フローラ〈パメラ・フランクリン〉）
- 長い灰色の線（キティ・カーター〈ベッツィ・パーマー〉）※NET版
- ハタリ!（ダラス〈エルザ・マルティネリ〉）※フジテレビ版
- 月蒼くして（パティ・オニール〈マギー・マクナマラ〉）※東京12ch版

1973年
- 女相続人（キャサリン・スローパー〈オリヴィア・デ・ハヴィランド〉）※NET版
- 南太平洋（ネリー・フォーブッシュ〈ミッツィ・ゲイナー〉）※TBS版
- 騎兵隊（ハンナ・ハンター〈コンスタンス・タワーズ〉）※NET版

1974年
- 子鹿物語（ジョディ〈クロード・ジャーマン・Jr.〉） ※NHK版

1975年
- 愛情物語（マージョリー〈キム・ノヴァク〉）※NET版
- 掠奪された七人の花嫁（ミリー〈ジェーン・パウエル〉）※TBS版
- 駅馬車（ダラス〈クレア・トレヴァー〉）※NET版

1976年
- ベニスに死す（タジオの母〈シルヴァーナ・マンガーノ〉）※NET版
- 野にかける白い馬のように（ランサム夫人〈シルヴィア・シムズ〉）※NET版
- 夏の嵐（リヴィア・セルピエーリ伯爵夫人〈アリダ・ヴァリ〉）※TBS版

1977年
- 悪魔のワルツ（ポーラ・クラークソン〈ジャクリーン・ビセット〉）※TBS版
- セルピコ（ローリー〈バーバラ・エダ・ヤング〉） ※テレビ朝日版

1978年
- 狼は天使の匂い（シュガー〈レア・マッサリ〉） ※TBS版
- 暗黒街の顔役（バーニース・メイヤー〈アンジャネット・カマー〉）※フジテレビ版
- チキ・チキ・バン・バン（トルーリー・スクランプシャス〈サリー・アン・ハウズ〉） ※TBS版
- ウォーキング・トール（ポーリン〈エリザベス・ハートマン〉）※フジテレビ版

1979年
- アマゾネス（アンティオペ〈アレナ・ジョンストン〉）※テレビ朝日版
- 北京原人の逆襲（サマンサ〈イヴリン・クラフト〉）※フジテレビ版
- 炎のいけにえ（シモナ〈ミムジー・ファーマー〉）※東京12ch版
- ミッドウェイ（アン〈スーザン・サリヴァン〉）※TBS版
- マッケンナの黄金（インガ・バーグマン〈カミラ・スパーヴ〉）※テレビ朝日版
- ザッツ・エンターテインメント（本人〈デビー・レイノルズ〉）※フジテレビ版

1980年
- 007 ダイヤモンドは永遠に（ティファニー・ケイス〈ジル・セント・ジョン〉） ※TBS版
- ミクロの決死圏（コーラ〈ラクエル・ウェルチ〉） ※テレビ朝日版
- キャリー（コリンズ先生〈ベティ・バックリー〉）※TBS版
- グラマー強盗団（キティ〈ブルック・ミルズ〉）※NHK版

1981年
- 大空港（ターニャ・リヴィングストン〈ジーン・セバーグ〉）※テレビ朝日版
- イルカの日（マギー・テレル〈トリッシュ・ヴァン・ディヴァー〉）※LD版
- ベン・ハー（エスター〈ハイヤ・ハラリート〉） ※テレビ朝日版
- 復活の日（マリト〈オリヴィア・ハッセー〉）※TBS版

1982年
- エアポート'80（ウィーラン〈スーザン・ブレイクリー〉）※テレビ朝日版
- 名探偵再登場（ジェゼベル・デザイア〈アン＝マーグレット〉）※TBS版
- 人類SOS!（カレン・グッドウィン〈ジャネット・スコット〉）※テレビ東京版

1983年
- ザ・カンニング IQ=0（ルシエ・ジュマンクール〈マリア・パコム〉）※フジテレビ版

1984年
- キャノンボール（マーシー・サッチャー〈エイドリアン・バーボー〉）※フジテレビ版
- おかしなおかしな石器人（ラナ〈バーバラ・バック〉）※フジテレビ版
- 世界崩壊の序曲（ニキ・スパングラー〈ヴェロニカ・ハメル〉）※テレビ朝日版

1986年
- テスタメント（キャロル・ウェザリー〈ジェーン・アレクサンダー〉）※テレビ朝日版

1988年
- ファニーとアレクサンデル（リディア・エクダール〈クリスティナ・ショリン〉）※テレビ朝日版

1990年
- ダイヤモンド・スカル（クルーン夫人〈ジュディ・パーフィット〉）※ソフト版
- クリスティーン（レジーナ〈クリスティーン・ベルフォード〉）※テレビ朝日版

1991年
- 運命の逆転（サニー・フォン・ビューロー〈グレン・クローズ〉）※ソフト版

1993年
- 愛は霧のかなたに（ロズ・カー〈ジュリー・ハリス〉）※テレビ朝日版
- わが街（クレア〈メアリー・マクドネル〉）※ソフト版

1994年
- がんばれ!ルーキー（メアリー〈エイミー・モートン〉）※ソフト版

1997年
- 赤毛のアン（ミュリエル・ステイシー〈マリリン・ライトストーン〉）※ソフト版

#### ドラマ
時期不明
- 奥さまは魔女 ※TBS版
- キャプテンパワー（パイ）
- ジェシカおばさんの事件簿（アンドレア）
- デッドライン
- バットマン ※フジテレビ放送分
- ペーパームーン TVシリーズ

1958年
- パパは何でも知っている（1958年 − 1964年、キャスリーン・アンダーソン〈ローレン・チェイピン〉）※日本テレビ版

1966年
- 宇宙家族ロビンソン（1966年 − 1968年、ジュディス・エレナ・ロビンソン〈マータ・クリステン〉）※TBS版
- 母さんは28年型（バーバラ・クラブトリー〈マギー・ピアース〉）※フジテレビ版

1967年
- ワイオミングの兄弟（1967年 − 1968年、キャシー・モンロー〈バーバラ・ハーシー〉）※NHK版

1968年
- 0011ナポレオン・ソロ  ※日本テレビ版
  - 第74話 『同士コズロフ議長』（プリシラ〈 エレン・ウィラード〉）
  - 第81話 『スラッシュ・ママ』（ウェンディ・タイム〈グレース・ゲイナー〉）

- 電撃スパイ作戦　※フジテレビ版
  - 第4話 『スーパー・ヒューマン』（マリオン〈キャロライン・ブラキストン〉）
  - 第24話 『計画…0』（デイヴィス〈ジャン・ホールデン〉）

1969年
- くまとマーク少年（エレン・ウェドロー〈ベス・ブリッケル〉）※TBS版
- 宇宙大作戦 ※日本テレビ版
  - 第6話『恐怖のビーナス』（ルース〈マギー・スレット〉）

- 巨人の惑星（1969年−1970年、ヴァレリー・エイムズ・スコット〈ディアナ・ランド〉）※東京12ch版
- かわいい魔女ジニー（1969年−1970年、ジニー〈バーバラ・イーデン〉）※NET版

1970年
- おしゃれ(秘)探偵（エマ・ピール〈ダイアナ・リグ〉）※東京12ch版
- 謎の円盤UFO（1970年−1971年、メリー・ストレイカー〈スザンヌ・ネヴ〉）※日本テレビ版

1972年
- 宇宙大作戦 ※フジテレビ版
  - 第40話『宿敵クリンゴンの出現』（エリン〈ジュリー・ニューマー〉）
  - 第51話『宇宙300年の旅』（ケリンダ〈バルバラ・ブーシェ〉）

- プロテクター電光石火 ※日本テレビ版
  - 第5話『死の儀式』

1973年
- 刑事コロンボ  ※NHK版
  - 第12話『アリバイのダイヤル』（シャーリー・ワーグナー〈スーザン・ハワード〉）

1976年
- 復讐の鬼探偵ロングストリート（ニッキー・ベル〈マーリン・メイソン〉）※東京12ch版

1977年
- 地上最強の美女バイオニック・ジェミー ※日本テレビ版
  - 第5話『ライオンとジェミー』（スーザン・ビクター〈ティッピ・ヘドレン〉）

1979年
- ルーツ2（シンシア・パーマー〈ビーヴァー・リー・バンフィールド〉）※テレビ朝日版

1983年
- 戦争の嵐（パメラ・タズベリー〈ヴィクトリア・テナント〉）※テレビ朝日版

1984年
- 俺たち賞金稼ぎ!!フォール・ガイ（ビック・ジャック〈ジョアン・フラグ〉） ※日本テレビ版

1986年
- こちらブルームーン探偵社 ※NHK版 
  - 第8話『仮面は2度告白する』（バーバラ・ワイリー〈ジュディス・ハンセン〉）

1987年
- ナイトライダー ※テレビ朝日版　
  - 第60話『ナイト2000 魔の毒液に溶ける！決死の再生・立ち直れキット!!』（フラン〈ヘザー・マクネア〉）

1990年
- 名探偵ポワロ ※NHK版
  - 第8話 『なぞの盗難事件』（メイフィールド夫人〈シアラン・マッデン〉）

1992年
- こちらブルームーン探偵社 ※NHK版
  - 第28話『なぞのラブレター』（ゲイル・ウッドレー〈ブルック・バンディ〉）

- 名探偵ポワロ ※NHK版
  - 第29話 『戦勝舞踏会事件』（マラビー夫人〈ケイティー・ハーパー〉）

1996年
- ヤングライダーズ ※NHK版
  - 第56話 『虎と修道女』（修道女キャサリン〈クローデット・ネヴィンズ〉）

#### アニメ
1961年
- バッグス・バニー・ショー（トゥイーティー、ロードランナー）※NET版

1971年
- スーパーマン新冒険

#### 人形劇
1968年
- キャプテン・スカーレット（ラプソディー・エンジェル〈ダイアン・シムズ〉）

### ゲーム
1991年
- アルシャーク

1992年
- ライジング・サン（北条政子）

1998年
- OverBlood2（マリウス）

### テレビドラマ
- 限りなき前進
- 消えない窓の灯
- 湖岸の謎
- 無法松の一生
- ルートマイナス1
- テレビ・ルーテル・アワー 「愛と憎しみの間」（1967年、NET・東京12チャンネル / 日本ルーテル・アワー）

### 映画
- 杉の子たちの50年（ナレーション）

### その他コンテンツ
- ルーテルアワー・この人を見よ
- 天翔る青春（ナレーション）
- 一枚の写真（1990年）
- スペースJ（ナレーター）※TBS情報番組
- 情報プレゼンター とくダネ!（温故知人）
- ノーマン（ルーピ）
- サントリーオールド ラジオCM『風と共に去りぬの場面再現』（スカーレット・オハラ）
- エアラインサウンズ（TBSラジオ）
- 日本のうた（パーソナリティ、エフエム東京）
- ドリフのクリスマスプレゼント（声の出演）
- 家族の約束〜高木ブー父娘・奥羽の旅〜（ナレーション、1999年、NHK (地上デジタル音声放送)）
- ペペとミミ（ミミの母）

### 主な録音、出版物など
- ノンノンのうた（作詞：井上ひさし）
- ムーミン / ノンノンがムーミンに逢うときソング / ムーミン・パパの唄 （TOSHIBA TC1143）
- サウンド・オブ・ミュージック 製作50周年記念版 ブルーレイ（3枚組、限定盤は5枚組）（BD/ウォルト・ディズニー・ジャパン株式会社・FXXC63716/B00SF0SQ9O）ほか
  - 収録6バージョンがある。3バージョン（武藤版）収録。=== ゲーム === * アルシャーク（1991年） * ライジング・サン（1992年、北条政子） * OverBlood2（1998年、マリウス）